# طواف السعودية 2022
طواف السعودية 2022 هو سباق دراجات هوائية، أقيم في محافظة العلا خلال الفترة من 1 وحتى 5 فبراير 2022، وهو أحد سباقات طواف آسيا للدراجات 2022، وهو من نوع  سباق المرحلة.